# Filiberto Mira Blasco
Filiberto Mira Blasco (Olivenza, Badajoz, 3 de agosto de 1928-Chiclana de la Frontera, Cádiz, 18 de agosto de 2003),fue un periodista y escritor taurino español que desarrolló la mayor parte de su actividad profesional en Sevilla, ciudad a la que se trasladó con 7 años.

## Biografía
Participó activamente en la Semana Santa sevillana de la que tenía un amplio conocimiento que plasmó en varias publicaciones. Fue uno de los miembros fundadores del Consejo de Cofradías en 1954.
Como periodista colaboró en la revista taurina Aplausos y en diferentes periódicos locales de Sevilla como ABC y El Correo de Andalucía. También en programas radiofónicos, siendo algunos de los más populares el concurso Cruz de Guía y Los Toros, ambos emitidos por Radio Sevilla, emisora perteneciente a la Cadena Ser.
Como escritor, publicó varios libros sobre temática taurina:
- Antonio Bienvenida: Historia de un torero
- Vida y tragedia de Manolete
- Jesulin. Biografía de Jesulín de Ubrique
- Medio siglo de toreo en la Maestranza
- Cien años de toreo en Sevilla (1900-2000)
- Hierros y encastes del toro de lidia.[2] En esta obra realizó una definición personal del toro ideal con las siguientes palabras: "La personalidad de uno de Miura; la presencia de un Pablo Romero; la bravura de un Santa Coloma, la calidad del ibarreño Parladé y la clase de los encastados en Murube"